# Anna Del Amico
Anna Del Amico è un personaggio della serie televisiva E.R. - Medici in prima linea, interpretato da Maria Bello.

## Storia del personaggio
Originaria di Philadelphia, la dottoressa Del Amico arriva al policlinico nel ventesimo episodio della terza stagione come guest star ed entra nel cast regolare nella quarta stagione. Assistente di pediatria, entra subito in contrasto con Doug Ross quando una paziente assegnatale richiede il dottor Ross per curare il nipote e lui prende il posto di Anna. In seguito sembra che i due abbiano risolto i loro problemi iniziali.
Diviene amica del dottor Carter, soprattutto quando lo aiuta a far disintossicare il cugino Chase, ma si sente ingannata quando scopre che Carter le ha tenuto nascoste le sue origini benestanti, mentre lei faceva fatica a pagare l'affitto. Dopo i dovuti chiarimenti, finalmente si danno un bacio. Il loro rapporto è però messo in crisi dall'arrivo di un ex di Anna, il dottor Max Rocher. Anna è restia a credere a Max perché in passato lui ha avuto problemi di droga e per di più deve fare anche i conti con la gelosia di Carter. La dottoressa Del Amico esce di scena dopo la quarta stagione.
Nella quinta stagione, viene rivelato da Carter a Lucy Knight che Anna si è trasferita a Philadelphia dopo aver accettato un posto in un pronto soccorso pediatrico della città.